# Фаєтт-Сіті (Пенсільванія)
Фаєтт-Сіті (англ. Fayette City) — місто (англ. borough) в США, в окрузі Файєтт штату Пенсільванія. Населення — 502 особи (2020).

## Географія
Фаєтт-Сіті розташований за координатами 40°6′4″ пн. ш. 79°50′12″ зх. д. / 40.10111° пн. ш. 79.83667° зх. д. (40.100998, -79.836794).  За даними Бюро перепису населення США в 2010 році місто мало площу 0,66 км², з яких 0,50 км² — суходіл та 0,16 км² — водойми.

## Демографія
Згідно з переписом 2010 року, у селищі мешкало 596 осіб у 235 домогосподарствах у складі 164 родин. Густота населення становила 907 осіб/км².  Було 285 помешкань (434/км²).
Расовий склад населення:
| - 97,7 % — білих - 1,0 % — азіатів - 0,2 % — чорних або афроамериканців |

До двох чи більше рас належало 0,5 %. Частка іспаномовних становила 1,5 % від усіх жителів.
За віковим діапазоном населення розподілялося таким чином: 25,2 % — особи молодші 18 років, 62,4 % — особи у віці 18—64 років, 12,4 % — особи у віці 65 років та старші. Медіана віку мешканця становила 37,9 року. На 100 осіб жіночої статі у селищі припадало 83,4 чоловіків;  на 100 жінок у віці від 18 років та старших — 87,4 чоловіків також старших 18 років.
Середній дохід на одне домашнє господарство  становив 39 678 доларів США (медіана — 33 000), а середній дохід на одну сім'ю — 48 051 долар (медіана — 49 167). Медіана доходів становила 48 750 доларів для чоловіків та 22 031 долар для жінок. За межею бідності перебувало 20,2 % осіб, у тому числі 29,0 % дітей у віці до 18 років та 3,4 % осіб у віці 65 років та старших.
Цивільне працевлаштоване населення становило 183 особи. Основні галузі зайнятості: освіта, охорона здоров'я та соціальна допомога — 26,2 %, роздрібна торгівля — 18,0 %, виробництво — 14,8 %.